# Trois essais sur l'âge industriel
Trois essais sur l'âge industriel est un livre du sociologue français Raymond Aron paru en 1966.

## Description
Ce livre réunit deux conférences de 1961 et 1962, et un essai de 1964.
Les deux conférences ont pour titre Théories du développement et idéologies de notre temps (1962) et Théories du développement et philisophie évolutionniste (1961). La troisième partie est intitulée Fin des idéologies, renaissance des idées (1964), et se place au niveau de l'analyse sociologique.

## Analyse
Cet ouvrage est un jalon important dans l'évolution de la pensée de Raymon Aron. Les trois parties du livre traitent des mêmes questions, mais sous des angles différents.